# Lutz-Michael Häder
Lutz-Michael Häder (* 6. Juli 1947 in Groß Ottersleben, Magdeburg; † 8. November 2024) war ein deutscher Fußballspieler in der Außenverteidigung und im defensiven Mittelfeld. Er spielte für die ASG Vorwärts Stralsund und BSG Energie Cottbus in der DDR-Oberliga.

## Karriere
Häder spielte in seiner Jugend bei seinem Heimatverein BSG Traktor Süd-West Magdeburg. 1965 nahm ihn der SC Magdeburg unter Vertrag und Häder blieb dort bis 1967. Anschließend ging er nach Berlin zum FC Vorwärts, der erfolgreich in der Oberliga spielte; jedoch kam Häder zu keinem Oberliga-Einsatz. 1971 wechselte er zum Ligakonkurrenten ASG Vorwärts Stralsund. Am 2. Oktober 1971 debütierte Häder in der Oberliga, als er am 5. Spieltag gegen den 1. FC Union Berlin in der 79. Minute für Klaus Marowski eingewechselt wurde. Sein erstes Tor gelang ihm am 22. Januar 1972 (16. Spieltag) gegen die BSG Stahl Riesa in der 11. Spielminute. Insgesamt kam er in der Oberliga-Saison 1971/72 auf 22 Einsätze, konnte den Abstieg in die zweitklassige DDR-Liga aber nicht verhindern. Nach einer Spielzeit in der DDR-Liga wurde Häder 1973 vom Oberligisten BSG Energie Cottbus verpflichtet. In der Saison 1973/74 spielte er 22 mal, stieg aber mit Cottbus ab. Während der Saison gelang ihm mit Cottbus auch der Einzug ins Halbfinale des FDGB-Pokals, das man gegen den FC Carl Zeiss Jena verlor. In der DDR-Liga 1974/75 gelangen ihm in 22 Spielen drei Tore sowie der Wiederaufstieg mit seinem Team. 1975/76 wurde Häder noch 19 mal eingesetzt. Nach der Saison und dem Abstieg in die zweite Liga spielte er nicht mehr für die erste Mannschaft und beendete 1978 seine Karriere.